# Sankt Stefan den höges minneskyrka
Sankt Stefan den höges minneskyrka (serbisk kyrilliska: Спомен-црква Св. Стефана Високог; latinska: Spomen-crkva Sv. Stefana Visokog) är en serbisk-ortodox kyrkobyggnad belägen i Mačkov kamen, på berget Jagodnja, i västra Serbien.
Kyrkan är helgad åt den serbiska prinsen, despoten och helgonet Stefan Lazarević och serbiska soldater som om stred under första världskriget. Den tillhör Šabacs stift.

## Historik
Sankt Stefan den höges minneskyrka byggdes år 2018, vilket leddes av arkitekt Tihomir Dražić från Kraljevo.

## Inventarier
Inne i kyrkan finns bilder som visar olika slag från första världskriget, där Serbien (dåvarande Kungariket Serbien) deltog.

## Bilder

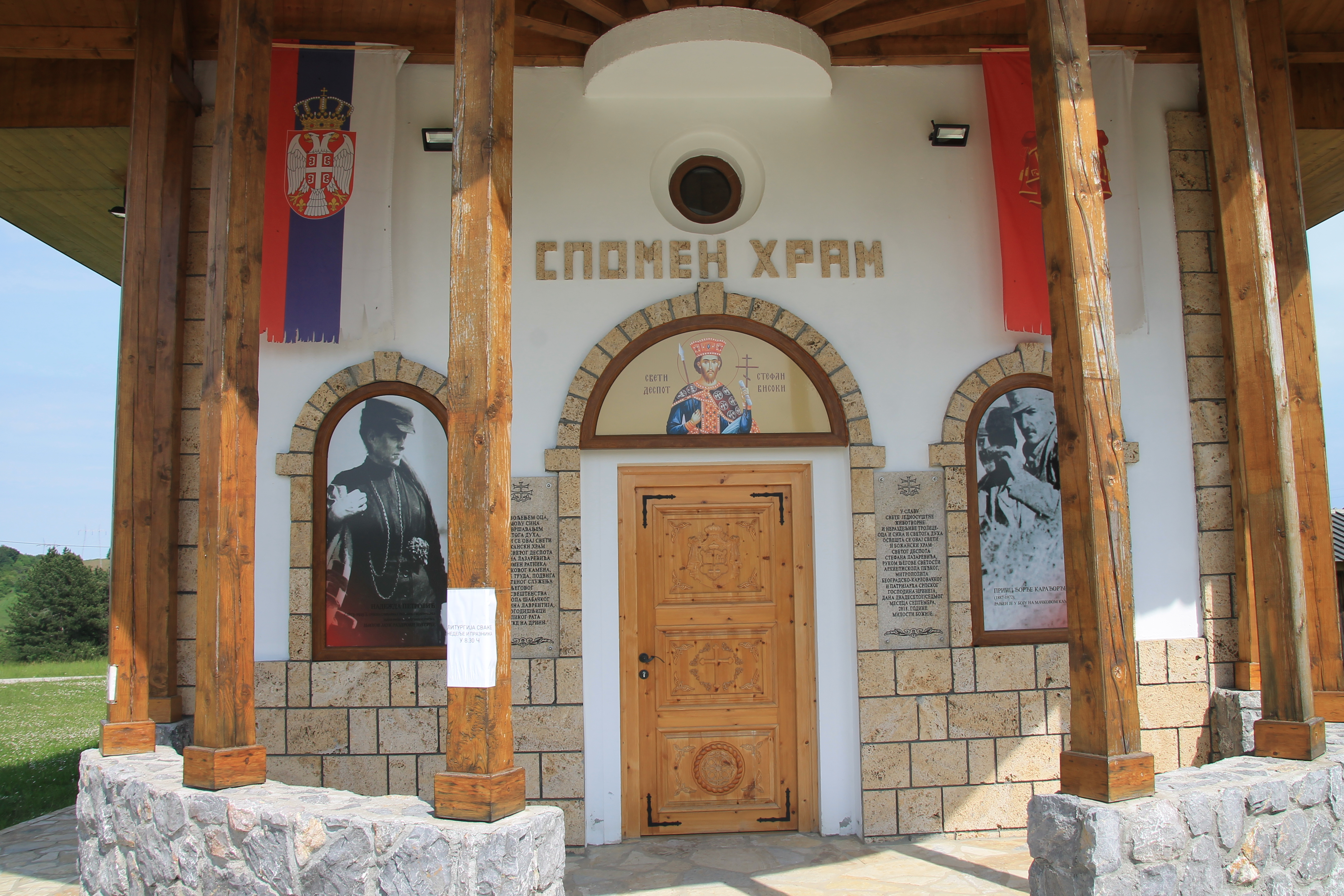
Ingången
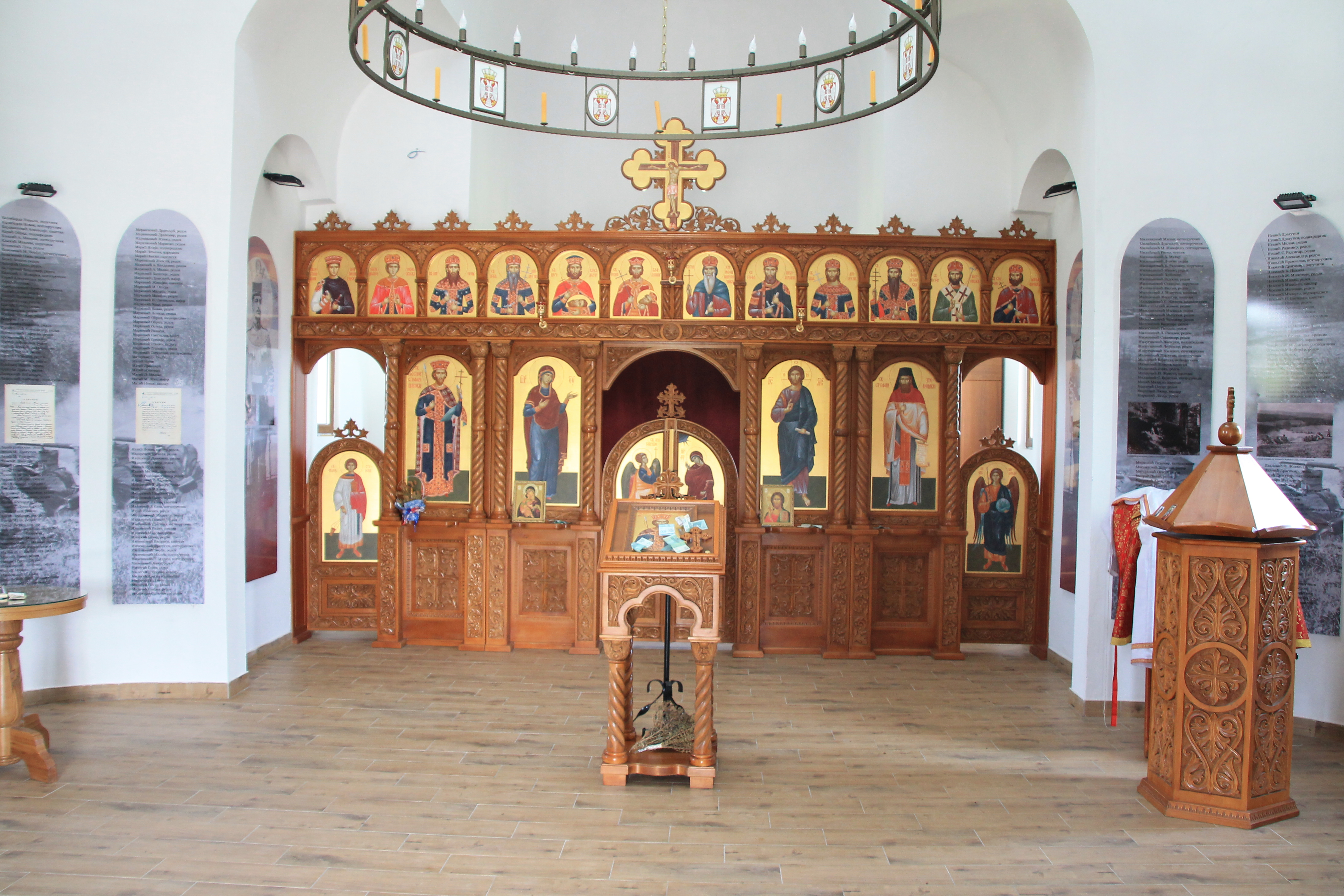
Kyrkans interiör mot ikonostasen.